# Thomas Jones Barker

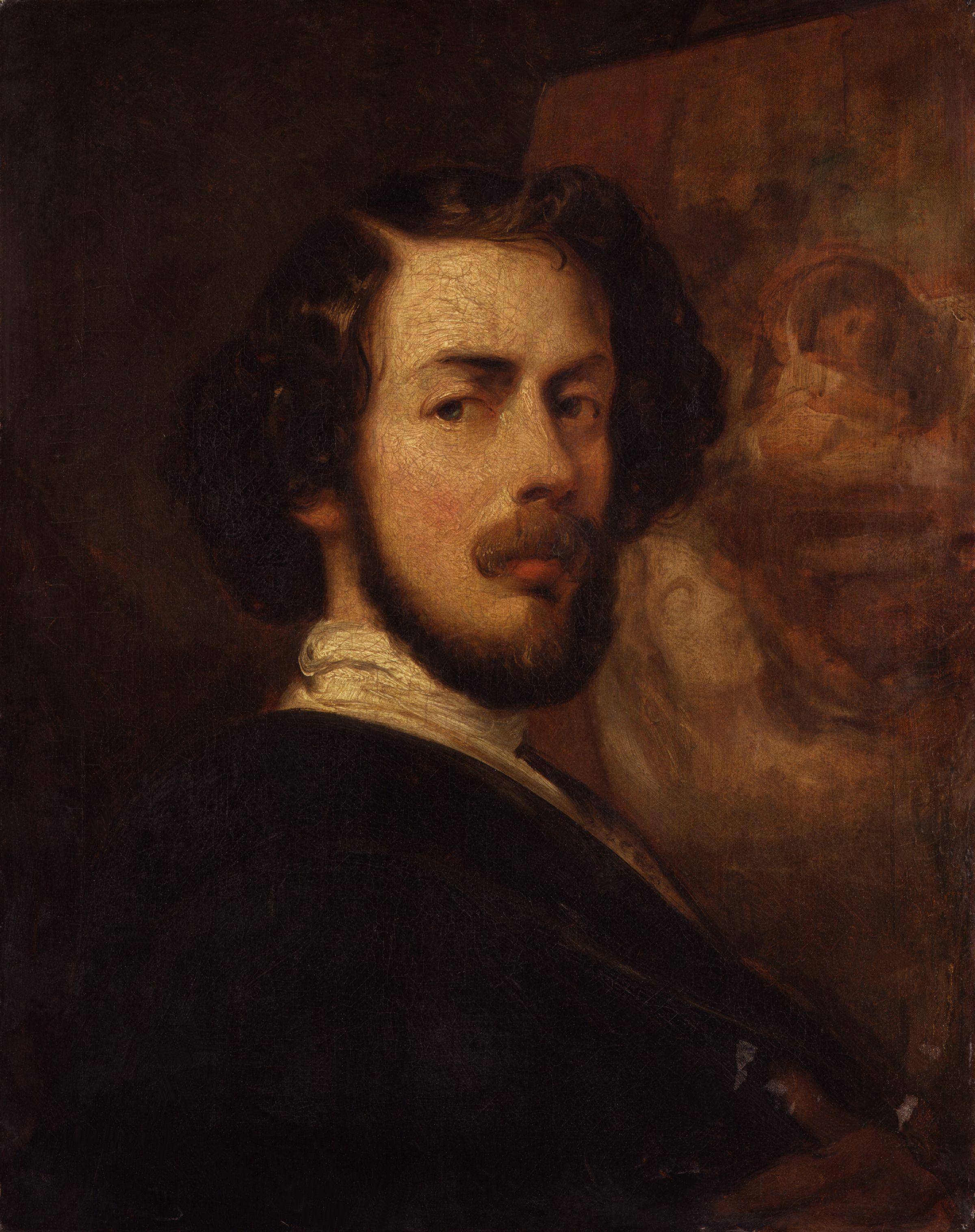
Thomas Jones Barker, självporträtt

Thomas Jones Barker, född 1815, död 27 mars 1882, var en brittisk målare, son till konstnären Thomas Barker.
Barker studerade för sin far och sedan hos Horace Vernet i Paris. Hans stora kompostion över Ludvig XIV:s död förstördes under februarirevolutionen 1848. Bland hans krigshistoriska scener märks dukar med motiv ur lord Nelsons liv och stridsbilder från fransk-tyska kriget.